# Cédric Roussel (homme politique)
Ne doit pas être confondu avec Cédric Roussel (footballeur belge).
Pour les articles homonymes, voir Roussel.
Cédric Roussel, né le 10 octobre 1972 à Brest (Finistère), est un homme politique français.
Membre de La République en marche, il est élu député dans la troisième circonscription des Alpes-Maritimes lors des élections législatives de juin 2017.
Ayant pris la décision de ne pas se représenter aux élections législatives en mai 2022 il est nommé délégué ministériel aux jeux Olympiques et Paralympiques 2024 et à l’économie du sport, le 4 novembre 2022, au sein du ministère de l’économie et des finances.

## Biographie

### Jeunesse et formation
Cédric Roussel est né à Brest, il grandit à Nice où il effectue toute sa scolarité au collège et lycée Estienne d’Orves. Il intègre l’institut universitaire professionnalisé de Sophia-Antipolis en 1991 et est diplômé en 1994 d’une maîtrise en « Management et Gestion des Entreprises ». En 1995 il obtient d’un diplôme d'études supérieures spécialisées (DESS) en « Gestion Internationale de Fortune » à l’Institut d'administration des entreprises de Nice. Il est diplômé en 2001 d'un établissement privé, l’Institut technique de banque du centre de Formation de la Profession Bancaire de Nice.

### Parcours professionnel
À la suite d'une expérience successivement de conseiller financier au sein du groupe Banque Populaire de la Côte d’azur de 1997 à 2001 puis de conseiller en gestion de patrimoine pour le groupe Monte Paschi France jusqu’en 2006, il fonde le cabinet indépendant de conseil en gestion de patrimoine Quantum Partner à NICE.
Par arrêté du 4 novembre 2022 la Première ministre et le ministre de l'économie, des finances et de la souveraineté industrielle et numérique le nomment délégué ministériel aux jeux Olympiques et Paralympiques 2024 et à l'économie du sport pour une durée de trois ans au sein du ministère de l’économie.

### Parcours politique
En 2016, il rejoint En marche. Il fonde alors le comité de Nice Cimiez Libération et rejoint l’équipe départementale des Alpes-Maritimes en devenant l’adjoint du référent.
Il est investi en mai 2017 par la Commission nationale d’investiture d’En Marche pour les élections législatives de juin 2017. Au premier tour, il se retrouve en ballotage favorable face au candidat du Front national, le député sortant (UDI-AI), Rudy Salles, étant éliminé après six mandats de député à son actif.
Le 18 juin 2017, il est élu député de la 3e circonscription des Alpes-Maritimes à l’issue du second tour avec 60,84 % face au candidat du FN Philippe Vardon.
Pour les élections législatives de 2022, sa candidature est contestée en interne chez LREM qui lui préfère Philippe Pradal.
Dans un communiqué de presse en date du jeudi 19 mai 2022, Cédric Roussel annonce qu’il ne briguera pas un nouveau mandat aux élections législatives de juin 2022 et concède alors : « l’histoire politique locale et les négociations au sein de la majorité présidentielle ont conduit à la désignation d'un autre candidat sur sa circonscription pour défendre notre projet aux prochaines élections législatives. Je le regrette mais j'en prends acte. »
Cédric Roussel explique qu'il a pris sa décision, "après avoir échangé avec le Président de la République, par loyauté et selon ma conception de la politique, de ne pas me représenter à vos suffrages". Il ajoute dans sa déclaration : « Soutenir Emmanuel Macron, ce n’est pas prendre le risque d’affaiblir la majorité présidentielle. Je ne veux pas ajouter de la division à la division. Les conditions ne sont pas réunies pour qu’aujourd’hui je puisse faire un autre choix. Le risque d'une victoire des extrêmes - contre lesquels je me suis toujours battu - me conforte dans ma décision. »
Le candidat Philippe Pradal salue ce renoncement, sur Twitter, dans la soirée suivant cette annonce de Cédric Roussel. Il explique que le député a fait "la preuve de son grand sens des responsabilités".

## Engagements

### Sport
En février 2018, Cédric Roussel est nommé président du groupe d’études sur l’économie du sport à l’Assemblée nationale
Il est missionné par la commission des Affaires culturelles et de l’Éducation pour évaluer la loi visant à préserver l’éthique du sport, à renforcer la régulation et la transparence du sport professionnel et à améliorer la compétitivité des clubs, dite Loi Braillard. Co-rapporteur avec Régis Juanico, ils déposent leur rapport d’information le 22 juillet 2020 et font 27 propositions pour améliorer l’éthique dans le sport avec notamment le contrôle par le Ministère des Sports de la création d’une charte d’éthique et de déontologie pour les fédérations olympiques ou encore une plus grande promotion et développement du sport féminin.
En juillet 2020, il remet à Jean Castex, « 50 mesures pour relancer le sport français » élaboré avec ses collègues du Groupe la République en Marche. Ce rapport préconise notamment la création d’un chèque sport à destination des familles les plus modestes, proposition reprise par Emmanuel Macron, en mai 2021 à travers le pass’sport.
En février 2021, il est nommé co-rapporteur par la commission des Affaires culturelles et de l’Éducation de la proposition de loi visant à démocratiser le sport en France. Un an plus tard, le 9 février 2022, le texte est adopté par l'Assemblée nationale en lecture définitive, après avoir été rejeté en nouvelle lecture par le Sénat.
En mai 2021, Cédric Roussel est désigné rapporteur de la mission d’information parlementaire sur les droits de diffusion audiovisuelle des manifestations sportives. Dans ce cadre, il auditionne notamment Jaume Roures, PDG de Mediapro, Didier Quillot, ancien directeur général de la LFP ou encore Jean-Michel Aulas, président de l’Olympique Lyonnais. Il présente son rapport en décembre 2021.

### Éducation
Cédric Roussel est responsable pour le Groupe La République en Marche en 2018 de la proposition de loi relative à l'interdiction de l'usage personnel du téléphone portable dans les écoles et les collèges. Cette loi en interdit l’usage personnel pour les élèves notamment pour un meilleur climat scolaire dans les cours de récréation.

### Économie
En 2018, Cédric Roussel participe à l’élaboration de la Loi relative à la croissance et la transformation des entreprises en étant rapporteur d’un groupe de travail parlementaire consacré à la création, la croissance et la transmission.
Dans le cadre du Plan de relance, Cédric Roussel est missionné par Bruno le Maire pour être membre du groupe de travail « Financement des entreprises et épargne ».

## Décoration
Cédric Roussel est nommé, le 29 janvier 2025, au grade de chevalier de l'ordre national du Mérite, au titre de « délégué ministériel aux jeux Olympiques et Paralympiques de Paris 2024 et à l'économie du sport au ministère ; 27 ans de services ».

## Détail des fonctions et mandats
- Élu député le 18 juin 2017